# Сен-Жерме
Сен-Жерме́ (фр. Saint-Germé) — коммуна во Франции, находится в регионе Юг — Пиренеи. Департамент — Жер. Входит в состав кантона Рискль. Округ коммуны — Миранд.
Код INSEE коммуны — 32378.

## География

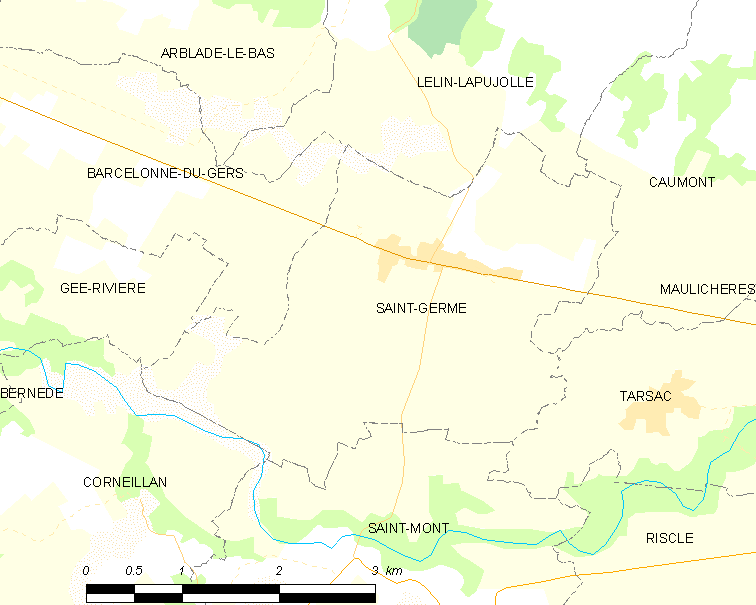
Карта коммуны

Коммуна расположена приблизительно в 610 км к югу от Парижа, в 130 км западнее Тулузы, в 60 км к западу от Оша.
На юге коммуны протекает река Адур.

## Климат
Климат умеренно-океанический. Лето жаркое и немного дождливое, температура часто превышает 35 °С. Зимой часто бывает отрицательная температура и ночные заморозки. Годовое количество осадков — 700—900 мм.

## Население
Население коммуны на 2010 год составляло 499 человек.
| 1962 | 1968 | 1975 | 1982 | 1990 | 1999 | 2010 |
| ---- | ---- | ---- | ---- | ---- | ---- | ---- |
| 511  | 508  | 523  | 488  | 471  | 443  | 499  |

## Администрация
| Период | Период | Фамилия        | Партия                  | Примечания |
| ------ | ------ | -------------- | ----------------------- | ---------- |
| 2001   | 2008   | Робер Болак    | Социалистическая партия |            |
| 2008   | 2020   | Лионель Гранье |                         |            |

## Экономика
В 2010 году среди 331 человека трудоспособного возраста (15-64 лет) 161 были экономически активными, 170 — неактивными (показатель активности — 48,6 %, в 1999 году было 45,1 %). Из 161 активных жителей работали 148 человек (81 мужчина и 67 женщин), безработных было 13 (2 мужчин и 11 женщин). Среди 170 неактивных 12 человек были учениками или студентами, 40 — пенсионерами, 118 были неактивными по другим причинам.